# Agrupamiento universitario (Francia)
En Francia, las agrupaciones universitarias (en francés: Regroupement universitaire) designan los polos/centros de investigación y de enseñanza superior (en francés: Pôle de recherche et d'enseignement supérieur) (PRES), las redes temáticas de investigación avanzada (RTRA) y los centros temáticos de investigación y cuidado (CTRS) creados por la ley de programa para la investigación de 2006; así como las comunidades de universidades y establecimientos (COMUE) creadas por la ley relativa a la enseñanza superior y a la investigación de 2013.

## Histórico

### Contexto
Durante la década de 2000, varias reformas tuvieron como objetivo volver a dibujar el panorama universitario creado por la ley de 12 de noviembre de 1968 sobre la educación superior. Se trataba de ir más allá de los límites entre las universidades, pero también entre las universidades, las organizaciones de investigación y las escuelas.
Creadas en 1991 como una asociación o asociación de interés público, los centros universitarios europeos permitieron la implementación de una política de sitio. Fueron 11 en 2006 y en su mayoría fueron disueltos y reemplazados por PRES.
En 2003, el proyecto de ley de modernización de la universidad propuesto por Luc Ferry preveía el establecimiento de colegios universitarios públicos (EPCU). El texto se pospone pero la idea se retoma en 2004 con el informe de los États généraux de la recherche (Estados Generales de Investigación): "Las PRES son estructuras federativas que permiten una lectura y calidad de la investigación al mejor estándar internacional. Esta propuesta se opone a la noción de grupos temáticos restringidos (polos de excelencia o competitividad) que concentran todos los medios; no se opone a la implementación de asociaciones cercanas en temas especializados. Cabe recordar que estas asociaciones solo pueden operar en una red existente de intercambios y conocimiento que será reforzada por el PRES."

### Periodo 2013 - 2018
El informe de las Assises of Higher Education, buscado por el nuevo presidente François Hollande criticaban la falta de democracia de la PRES, pero no cuestiona la idea de reagrupar las universidades.
De acuerdo con el Tribunal de Cuentas, la mayoría de las comunidades tienen un valor agregado bajo, y los conglomerados con una Iniciativa de Excelencia deberían tener experiencia específica en investigación y educación superior. Además, con respecto a la fusión de universidades, implican costos significativos y no son suficientes para la visibilidad internacional.

### Por venir
De acuerdo con el proyecto de ley para un Estado al servicio de una sociedad confiable, presentado al Consejo de Ministros el 27 de noviembre de 2017 y en discusión en el Parlamento, nuevas formas de reconciliación, amalgama o fusión de instituciones la educación superior y la investigación serán probadas, con:
- nuevas formas de organizar y operar instituciones de educación superior e investigación y su consolidación;
- nuevos modos de coordinación territorial;
- nuevos modos de integración, en forma de una institución pública de carácter científico, cultural y profesional, que reúna a varias instituciones de educación superior e investigación que pueden o no conservar su personalidad jurídica durante la totalidad o parte de la experimentación.[7]